# Kreissparkasse Köln
Die Kreissparkasse Köln (KSK Köln) ist eine öffentlich-rechtliche Sparkasse und Universalbank mit Sitz in Köln. Sie ist eine Zweckverbandssparkasse mit den Kreisen Rhein-Erft, Rhein-Sieg, Rheinisch-Bergisch und Oberbergisch als Träger, worüber sich auch ihr Geschäftsgebiet erstreckt. Nach Bilanzsumme ist sie die zweitgrößte Sparkasse in Deutschland.

## Geschichte
Als älteste Rechtvorgängerin der heutigen Kreissparkasse Köln (KSK Köln) gilt die „Sparkasse für die Bürgermeisterei Wipperfürth“, die am 20. September 1853 ihre Tätigkeit aufnahm. In der Folge vergrößerte sie durch Fusionen und Übertragungen in der Region das Geschäftsgebiet. Die seit 1856 bestehende „Kreissparkasse Mülheim am Rhein“ fusionierte mit Wirkung vom 1. Januar 1923 mit der seit dem 1. Februar 1869 bestehenden „Spar- und Darlehenskasse des Landkreises Köln“ zur „Kreissparkasse der Landkreise Köln und Mülheim“ in der Form einer Zweckverbandssparkasse. Deren erstes Geschäftsjahr stand im Zeichen des Zusammenbruchs der deutschen Währung und Einführung der Rentenmark am 15. November 1923. Die Wipperfürther Sparkasse verschmolz 1928 mit der neuen Zweckverbandssparkasse. Die KSK Köln musste zudem die nachhaltigste Beeinträchtigung ihres Geschäfts durch die Deutsche Bankenkrise 1931 durchstehen. Der Einlagenabzug zwang die KSK Köln, ihr Kreditgeschäft weitgehend einzustellen. Im Dezember 1932 wurde eine neue Zweckverbandssatzung erlassen, deren Mitglieder bis zur Gebietsreform im Januar 1975 unverändert blieben. Mit der Auflösung der Landkreise Mülheim am Rhein und Wipperfürth entstand am 1. August 1932 der neue „Rheinisch-Bergische Kreis“ als Mitglied des Sparkassenzweckverbands, dessen Satzung am 1. Dezember 1932 in Kraft trat. Während der Zeit des Nationalsozialismus wurde ab 1941 das „eiserne Sparen“ auch bei der KSK Köln propagiert.
Nach dem Zweiten Weltkrieg erfolgte mit der Besetzung Kölns am 5. März 1945 zunächst die Schließung der Hauptstelle, deren wichtigsten Unterlagen provisorisch im Landratsamt Minden unterkamen. Bereits im April 1945 genehmigte die Militärregierung die Wiederaufnahme des Geschäftsbetriebs der KSK Köln. Nach der Koreakrise im September 1950 begann ein stetiges Einlagenwachstum, weil steigende Beschäftigung und Realeinkommen zur Ersparnisbildung beitrugen. Das Kreditgeschäft verbesserte sich gleichzeitig durch zunehmende Baufinanzierungen und gewerbliche Kredite für den Kölner Mittelstand. Der von Walter Dietz geplante Neubau der Zentrale der Kreissparkasse in Neumarkt Nr. 16–24 konnte bereits 1950 teilweise, im Jahre 1952 vollständig bezogen werden. Im November 1953 wird die erweiterte Kassenhalle mit dem berühmten, von Eduard Schmitz entworfenen Kölnisch-Wasser-Brunnen in Betrieb genommen, zugleich eröffnete in Nr. 16 das zweite Kölner Aktualitätenkino AKI mit 313 Plätzen. 1961 führte die KSK Köln als erste Sparkasse das „Anschaffungsdarlehen“ für Konsumzwecke ein und ergänzte damit den klassischen Teilzahlungskredit. 1968 gründete sie die Rheinische Gewerbebau Köln GmbH zur Finanzierung von gewerblichen Baumaßnahmen, 1972 entstand der erste Immobilienfonds gemeinsam mit der WestLB. 1985 beteiligte sich die KSK Köln an der Informationstechnik-Zentrum Köln mbH (ITZ) und MUK Kapitalbeteiligungsgesellschaft für mittelständische, nicht kapitalmarktfähige Unternehmen. Im Jahre 1986 erfolgte eine Intensivierung der Zusammenarbeit im Bereich des gewerblichen Mittelstandskreditgeschäfts mit der WestLB Köln in Form der Gemeinschaftskredite. 1987 führte die KSK Köln das Electronic Banking für mittelständische Unternehmen ein.
Gebietsänderungen aufgrund der Gebietsreform in Nordrhein-Westfalen führten zu erheblichen Übertragungen von Zweigstellen. Durch die Gebietsreform vom Januar 1975 verlor die KSK 26 Zweigstellen an die Stadtsparkasse Köln; dieses „Köln-Gesetz“ brachte die Auflösung der ehemaligen Landkreise Köln und Bergheim mit sich, die im Erftkreis aufgingen. Die Übertragung der nunmehr außerhalb des Gewährträgergebiets liegenden Filialen wurde zum 30. Juni 1983 durch die Sparkassenaufsicht angeordnet. Der Oberbergische Kreis wurde im Januar 1985 Mitglied des Sparkassenzweckverbandes, wodurch die Kreissparkasse Waldbröl in der KSK Köln aufging; im Dezember 1988 erhielt die KSK Köln acht Filialen der Kreissparkasse Euskirchen. Nicht auf Gebietsreformen beruhten die weiteren Fusionen mit der Stadtsparkasse Burscheid (Juni 1996), der Stadt-Sparkasse Leichlingen (August 2002), der Kreissparkasse in Siegburg (Januar 2003) und der Sparkasse Hennef (Mai 2006). Insgesamt sind in der Zweckverbandssparkasse „Kreissparkasse Köln“ sechs Kreissparkassen, sieben Stadtsparkassen und neun Gemeindesparkassen aufgegangen. Der heutige Zweckverband besteht aus dem Rhein-Erft-Kreis, dem Rheinisch-Bergischen Kreis, dem Oberbergischen Kreis und dem Rhein-Sieg-Kreis. Die im Juni 2018 angekündigte Schließung von Filialen ließ die Zahl von zuvor 158 auf 113 sinken. Durch die Fusion mit der Stadtsparkasse Bad Honnef im August 2019 kamen wiederum vier Filialen hinzu. Im August 2023 fusionierte die Kreissparkasse Köln mit der Sparkasse Radevormwald-Hückeswagen rückwirkend zum Januar 2023.
Mitte Januar 2024 wurde bekannt, dass die KSK Köln 23 kleine Filialen mit größeren in der Nähe zusammenlegen will.

## Rechtsgrundlagen

### Gesetzliche Grundlagen
Als Kreditinstitut unterliegt die KSK Köln dem KWG, außerdem hat sie als Sparkasse die Bestimmungen des Sparkassengesetzes Nordrhein-Westfalen (SpkG NRW) zu erfüllen. Maßgebend sind auch die Satzung des Zweckverbands und die Sparkassensatzung. Die KSK Köln besitzt eine Vollbanklizenz der BaFin unter der Nummer 100871 und darf daher sämtliche Bankgeschäfte mit allen Kundengruppen betreiben. Während die vorgenannten Vorschriften die Geschäftstätigkeit der Sparkassen allgemein regeln, wird das Rechtsverhältnis der Sparkassen zu ihren Kunden durch die Allgemeinen Geschäftsbedingungen der Kreditinstitute geregelt, konkret bei der KSK durch deren AGB.

### Organe
Organe der KSK Köln sind:

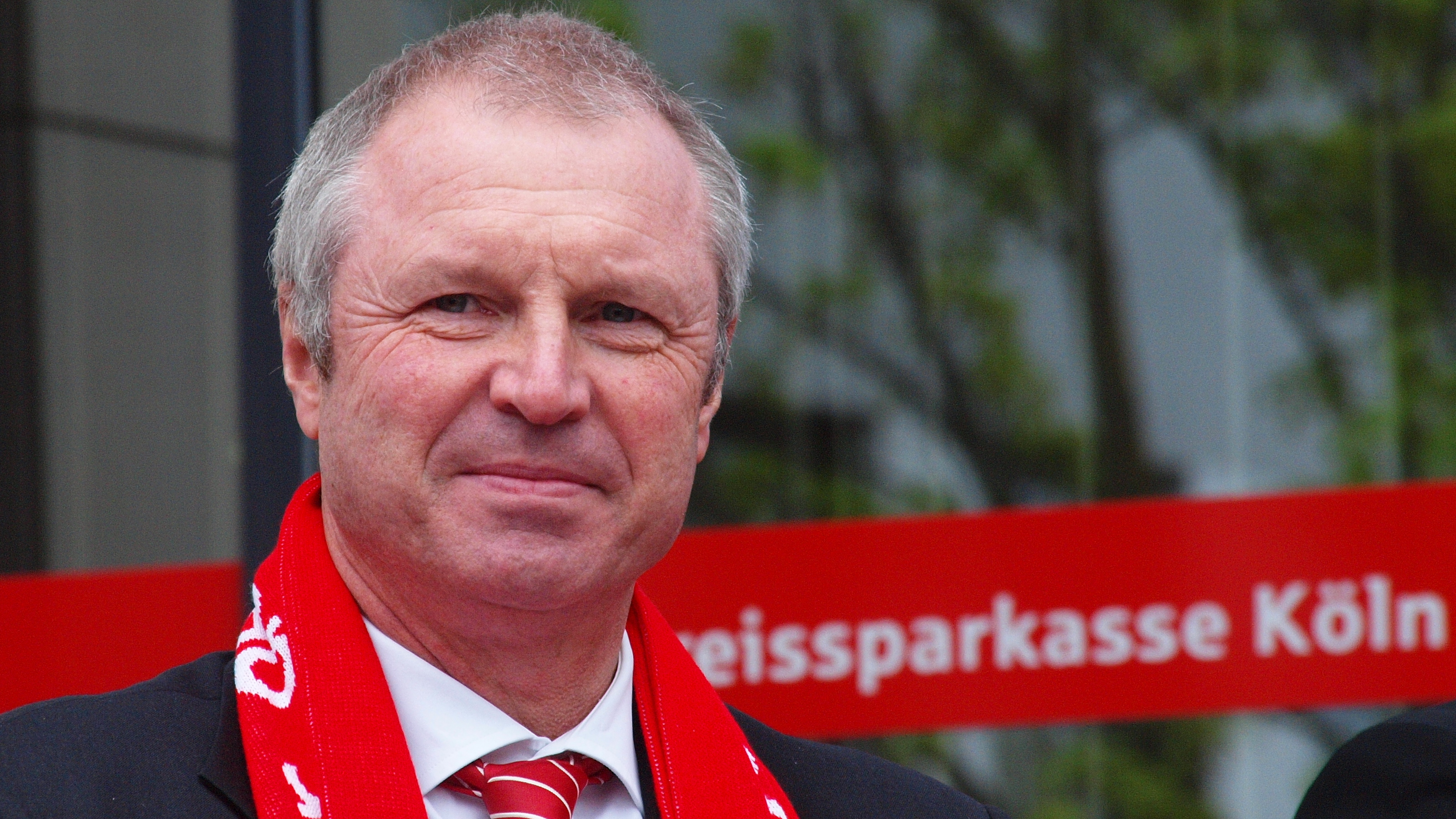
Vorstandsvorsitzender Alexander Wüerst

- Verwaltungsrat: nach § 4 der Satzung besteht der Verwaltungsrat aus dem Vorsitzenden und weiteren 23 Mitgliedern. Nach § 15 SpkG NRW bestimmt er die Richtlinien der Geschäftspolitik, bestellt und beruft Vorstandsmitglieder ab, stellt den Jahresabschluss fest und nimmt weitere Aufgaben wahr.
- Vorstand: Der Vorstand der KSK Köln leitet die Sparkasse in eigener Verantwortung und vertritt die Sparkasse gerichtlich und außergerichtlich (§ 20 SpkG NRW). Er besteht nach § 5 der Satzung aus fünf Mitgliedern sowie zwei stellvertretenden Mitgliedern.

### Geschäftsgebiet und Regionalprinzip
Das Geschäftsgebiet der Kreissparkasse Köln umfasst grundsätzlich das Gebiet der Zwecksverbandskreise. Es bestehen jedoch zwei kleinere Sparkassen, in deren Gebiet die KSK Köln keine Geschäftsstellen unterhalten darf: Die Stadtsparkasse Wermelskirchen im Rheinisch-Bergischen Kreis sowie die Sparkasse Gummersbach im Oberbergischen Kreis. Innerhalb der Stadt Köln, die zum Geschäftsgebiet der Sparkasse KölnBonn gehört, unterhält die Kreissparkasse aus geschichtlichen Gründen ihre Hauptstelle und zwei Filialen.

### Einlagensicherung
Durch den Wegfall der Gewährträgerhaftung durch die Brüsseler Konkordanz vom Juli 2001 entfiel für die Gläubiger aller deutschen Sparkassen die subsidiäre und unbegrenzte Haftung der jeweiligen kommunalen Träger. Die KSK Köln unterliegt nunmehr – wie alle Sparkassen und Landesbanken – im Rahmen der S-Finanzgruppe einem Einlagensicherungsfonds, der wie bei den vergleichbaren Sicherungseinrichtungen der privaten Bankwirtschaft oder des Genossenschaftssektors die Funktion übernimmt, in eine finanzielle Krise geratene Kreditinstitute im Stützungsfalle vor Insolvenz zu schützen. Die S-Finanzgruppe stellt sicher, dass die Einlagen aller Kunden, auch der gewerblichen, bei der Kreissparkasse Köln ohne betragliche Begrenzung zu 100 % sicher sind.

## Dienstleistungen
Im Rahmen ihres öffentlichen Auftrages ist die KSK Köln verpflichtet, den wirtschaftlichen und sozialen Fortschritt breiter Bevölkerungskreise und der mittelständischen Wirtschaft zu fördern sowie Kommunen und andere öffentlich-rechtliche Körperschaften im Kölner Wirtschaftsraum zu unterstützen. Mit Finanzdienstleistungen von der Geldanlage über die Vermögensberatung bis zur Unternehmensfinanzierung in allen Geschäftsstellen bietet die KSK Köln in der Region ein flächendeckendes Angebot. Durch die Zusammenarbeit mit den Mitgliedern der S-Finanzgruppe ist gewährleistet, dass die KSK Köln auch sparkassenfremde Finanzprodukte (wie Leasing, Factoring, Immobilienfonds, Bauspargeschäft oder Versicherungen) anbieten oder vermitteln kann.
Bereits seit 1995 ist die KSK Köln im Internet vertreten. Sie war damals die erste deutsche Sparkasse mit einer eigenen Webseite. Zuerst konnten die Internetnutzer nur Informationen über die Sparkasse und die wirtschaftliche Entwicklung abrufen. Seit 1998 ist das Internetbanking durch die Kunden möglich. Seit 2004 können sehbehinderte und blinde Menschen den Internetauftritt und das Internetbanking barrierefrei nutzen. Dieses Angebot hat die Kreissparkasse zusammen mit der Sparkasse KölnBonn, dem Blinden- und Sehbehindertenverein Köln und einem spezialisierten Dienstleistungsunternehmen entwickelt.
Die KSK Köln besitzt je nach Region eine hohe Kundenreichweite von 63 %. Die Zeitschrift „Stiftung Finanztest“ untersuchte in ihrer Ausgabe vom Januar 2010 in 147 Beratungsgesprächen 21 Kreditinstitute, von denen die Commerzbank, die KSK Köln und die Berliner Sparkasse am besten abschnitten. Als eine der größten Sparkassen Deutschlands bietet sie in ihrem flächendeckenden Vertriebsnetz mit ihren Partnern der Sparkassen-Finanzgruppe das komplette Spektrum von Finanzdienstleistungen an. Seit September 2012 schloss die KSK Köln allerdings 43 Zweigstellen, um sie durch Selbstbedienungsautomaten und 4 fahrbare Zweigstellen in der Fläche zu ersetzen.

## Gesellschaftliches Engagement
Die Kreissparkasse Köln ist seit Jahrzehnten Förderer gemeinnütziger Initiativen. So unterstützte die Sparkasse 2021 mit 4 Mio. Euro aus Spenden, Fördermitteln aus dem „PS-Sparen und Gewinnen“ sowie Ausschüttungen der 14 sparkasseneigenen Stiftungen über 2.000 Aktionen und Projekte aus den verschiedensten gesellschaftlichen Bereichen.
Darüber hinaus ist die Kreissparkasse Köln Trägerin des Käthe Kollwitz Museum Köln, das heute über die weltweit umfangreichste Sammlung an Werken der Künstlerin verfügt und das seinen Sitz am Kölner Neumarkt hat. Sie mitfinanziert den mit 12.000 € dotierten Käthe-Kollwitz-Preis, den die Akademie der Künste (Berlin) jährlich an bildende Künstlerinnen und Künstler vergibt und unterstützt sowohl finanziell als auch durch ihre Mitgliedschaft im Stiftungsbeirat die Gedenkstätte Käthe-Kollwitz-Haus Moritzburg, den letzten Wohnsitz der Künstlerin.

## Stiftungen
Seit rund 40 Jahren fördern die Stiftungen der Kreissparkasse Köln gemeinnützige Zwecke in den vier Landkreisen des Geschäftsgebiets der Kreissparkasse Köln: dem Rhein-Erft-Kreis, dem Rhein-Sieg-Kreis, dem Rheinisch-Bergischen Kreis und dem Oberbergischen Kreis. Die Stiftungen sind bedeutende Impulsgeber und Förderer gemeinwohlorientierten Engagements im sozialen Bereich, der Bildung, im Sport, in der Kinder- und Jugendförderung, in der Kultur sowie im Natur- und Umweltschutz.
Neben Stiftungen, die Projekte gemeinnütziger Körperschaften fördern, gibt es auch operativ tätige Stiftungen, die eigene Projekte umsetzen. So veranstaltet die Kreissparkassen Stiftung jährlich eine eigene Konzertreihe im Rhein-Sieg-Kreis, die Hochbegabten Stiftung bietet mehrtägige Akademien für Grundschüler (Kinderakademien) und Oberstufenschüler (Sommerakademien) an. Die Bildungsstiftung setzt eigene Projekt von der Leseförderung bis zur digitalen Bildung um.
Die Kultur- und Umweltstiftung sowie die Kölner Kulturstiftung waren 1983 die ersten Stiftungen der Kreissparkasse Köln. Im Laufe der Jahre kamen zwölf weitere Stiftungen, u. a. im Zuge von Fusionen mit anderen Sparkassen, hinzu. Die älteste Stiftung „Kreissparkasse – Für uns Pänz“ wurde 1979 von der Kreissparkasse in Siegburg gegründet, die durch die Fusion mit der Kreissparkasse Köln in die aktuelle Stiftungsfamilie integriert wurde. Zum 10-jährigen Jubiläum der Hochbegabten-Stiftung 2008 hat sich aus den ehemaligen Teilnehmenden der Sommerakademien um den Gründungsvorsitzenden Michael Stachowski ein Alumni-Verein gegründet.
Jedes Jahr fördern die rechtlich selbstständigen Stiftungen ca. 550 Projekte. Das Gesamtstiftungskapital beträgt rund 90 Mio. EUR (Stand: 1. Januar 2024). Damit gehört die Kreissparkasse Köln zu den stifterisch aktivsten Sparkassen der Bundesrepublik Deutschland.
Die Stiftungen sind Mitglied im Bundesverband Deutscher Stiftungen und im Verein Kölner Stiftungen e. V.
Die Stiftungen der Kreissparkasse Köln
| Name                                                                       | Gründung    | Zweck | Fördergebiet                                                                            |
| -------------------------------------------------------------------------- | ----------- | --- | --------------------------------------------------------------------------------------- |
| Stiftung Kreissparkasse – Für uns Pänz                                     | 1979        | Förderung von Kindern und Jugendlichen. | Rhein-Sieg-Kreis                                                                        |
| Kultur- und Umweltstiftung                                                 | 1983        | Förderung von Kultur- und Umweltprojekten. | Rhein-Erft-Kreis, Rheinisch-Bergischer Kreis und Oberbergischer Kreis                   |
| Kölner Kulturstiftung                                                      | 1983        | Förderung des Hänneschen-Theaters, des Kölnischen Stadtmuseums, des Rautenstrauch-Joest-Museums, des Römisch-Germanischen Museums, des Museums Schnütgen sowie des Kölner Zoos. | Köln                                                                                    |
| Kulturstiftung Oberberg                                                    | 1984        | Förderung der Kultur und der Denkmalpflege. | Oberbergischer Kreis                                                                    |
| Kulturstiftung Radevormwald-Hückeswagen                                    | 1991        | Förderung von Kunst und Kultur, Denkmalschutz und -pflege | Städte Radevormwald und Hückeswagen                                                     |
| Sportstiftung                                                              | 1992        | Förderung des Breiten- und Nachwuchssports. | Rhein-Erft-Kreis, Rheinisch-Bergischer Kreis und Oberbergischer Kreis                   |
| Sozialstiftung                                                             | 1995        | Förderung der Jugend- und Altenhilfe, des Wohlfahrtswesens sowie mildtätiger Zwecke.                                                                                            | Rhein-Erft-Kreis, Rheinisch-Bergischer Kreis und Oberbergischer Kreis                   |
| Kreissparkassenstiftung für den Rhein-Sieg-Kreis                           | 1995        | Förderung von Kultur, Umweltschutz und Sport. | Rhein-Sieg-Kreis                                                                        |
| Burscheid-Stiftung                                                         | 1996        | Förderung von Kultur, Umweltschutz, Sport und sozialen Projekten. | Stadtgebiet Burscheid                                                                   |
| Hochbegabten-Stiftung                                                      | 1998        | Förderung der Bildung und Erziehung. | Rhein-Erft-Kreis, Rheinisch-Bergischer Kreis, Oberbergischer Kreis und Rhein-Sieg-Kreis |
| Sport- und Sozialstiftung Radevormwald-Hückeswagen                         | 1998        | Förderung von Sport, Jugend- und Altenhilfe, Wohlfahrts- und Gesundheitswesen sowie Umwelt- und Naturschutz                                                                     | Städte Radevormwald und Hückeswagen                                                     |
| Städte- und Gemeinden-Stiftung der Kreissparkasse Köln im Rhein-Sieg-Kreis | 2003        | Förderung von Kultur, Umweltschutz, Sport und sozialen Projekten. | Rhein-Sieg-Kreis                                                                        |
| Hennef-Stiftung                                                            | 2006        | Förderung von Kultur, Umweltschutz, Sport und sozialen Projekten. | Stadt Hennef                                                                            |
| Leichlingen-Stiftung                                                       | 1993 / 2008 | Förderung von Kultur, Umweltschutz, Sport und sozialen Projekten. | Stadtgebiet Leichlingen                                                                 |
| Bildungs-Stiftung                                                          | 2010        | Förderung der Bildung und Erziehung. | Rhein-Erft-Kreis, Rhein-Sieg-Kreis, Rheinisch-Bergischer Kreis, Oberbergischer Kreis    |
| Bad Honnef-Stiftung                                                        | 2019        | Förderung von Kultur, Umweltschutz, Sport und sozialen Projekten. | Bad Honnef                                                                              |

## Bankbetriebliche Daten
Vor dem Hintergrund des Wegfalls der Gewährträgerhaftung hatten im Jahre 2005 die KSK Köln und die Stadtsparkasse Köln damit begonnen, sich durch Ratingagenturen bewerten zu lassen, da eine sparkassentypische Erhöhung der Refinanzierungskosten von 0,09 % der Bilanzsumme bei der KSK Köln zu verkraften war. Grund war der durch die Brüsseler Konkordanz ausgelöste Wegfall der Gewährträgerhaftung zu Gunsten der Sparkassengläubiger.
Mit einer Bilanzsumme von 29,8 Mrd. Euro, einem Geschäftsgebiet von 3650 km², 116 Filialen und 3138 Beschäftigten ist die KSK Köln die zweitgrößte Sparkasse Deutschlands. Sie versteht sich seit jeher als mittelstandsorientierte Sparkasse. So ist sie führend in NRW bei der Vermittlung von Förderkrediten (durch KfW und NRW.Bank). Das kommt auch im Kreditvolumen zum Ausdruck, welches zu 53,4 % auf Firmenkunden und zu 41,3 % auf Privatkunden entfällt (2022). Die Einlagen und Wertpapierbestände gehören hingegen zu 75,6 % privaten Anlegern und zu 22,6 % Unternehmen. Die Nettozinsspanne lag 2022 bei 1,3 %. Für das Einzelinstitut KSK Köln ergibt sich eine regulatorische Gesamtkapitalquote von 17,74 % bei einer Kernkapitalquote von 14,85 % (2022). Die Cost-Income-Ratio betrug 71,40 %.

## Sonstiges

### Kölsche Evergreens / Kölsche Heimat
Seit 1973 veröffentlichte die Kreissparkasse Köln jedes Jahr die Kölsche Evergreens, eine Sammlung von Liedern aus und über Köln. Bis 2014 sind 17 Schallplatten, 21 CDs, zwei Videos und eine Mixed-Mode-CD-Rom erschienen. Die Kölsche Evergreens wurden als Werbegeschenke an Kunden ausgegeben und konnten nicht käuflich erworben werden. Eine Ausnahme wurde 2003 mit der Megabox gemacht, die auf drei CDs Lieder aus 150 Jahren umfasste. Ein Drittel des Verkaufserlöses ging an die Lebenshilfe, die geistig behinderte Menschen unterstützt.
2015 wurde die Serie durch die neue Veröffentlichung Kölsche Heimat abgelöst.

### Berühmter Vorstand
Buchautor Manuel Falter (* 18. Juli 1904 in Köln) ist der bekannteste Vorstand der KSK Köln, dessen Buch Die Praxis des Kreditgeschäfts (1950) zu den Standardwerken der Bankbetriebslehre gehört.